# Étude de femme
Étude de femme est une nouvelle d’Honoré de Balzac parue en 1830 dans la revue La Mode.
Éditée en volume en 1831 aux éditions Gosselin, avec le texte à l’identique, elle figure dans les Romans et contes philosophiques. Puis elle passe en 1835 dans les Études de mœurs, sous le titre Profil de marquise. Très souvent remaniée, elle reparaît encore sous le même titre dans les Scènes de la vie parisienne, avant de prendre le titre Étude de femme dans les Scènes de la vie privée de l’édition Furne 1842 de La Comédie humaine.

## Résumé
La marquise de Listomère ne laisserait jamais un galant lui faire la cour, même si peu que ce soit, jusqu'au jour où elle rencontre le très jeune, très beau Eugène de Rastignac (il a un visage d’ange) qui attire son attention sans qu’il cherche à la séduire. Le lendemain, Eugène adresse deux lettres, l'une à son avoué, l’autre à sa maîtresse Delphine de Nucingen. Par étourderie, il se trompe d’adresse et c’est la marquise de Listomère qui reçoit une brûlante lettre d’amour de quatre pages. Prétendument choquée, mais en réalité ravie, la marquise fait consigner Rastignac à sa porte et lui interdit l’entrée de son hôtel. Eugène ne se rend compte de son erreur qu’à ce moment-là et rétablit la vérité auprès de la marquise, qui, de dépit, se calfeutre chez elle, prétextant une gastrite.

## Thème
Ce très court récit a pour centre la droiture morale et ses corollaires : l'orgueil et la sécheresse de cœur, résultats d'une rigueur excessivement observée. Le thème sera repris sous forme de variations dans Autre étude de femme. Balzac campe ici avec esprit une femme irréprochable, qui se fait prendre au piège qu'elle s'est à elle-même tendu.

## Structure narrative
Le narrateur de l’histoire est Horace Bianchon, ce qui permet à Balzac de témoigner des choses du monde en entrant dans la peau d’un de ses personnages. C’est également Bianchon, puis Henri de Marsay, puis Rastignac, Frédéric de Nucingen, qui alterneront leurs récits dans Autre étude de femme, Bianchon se réservant le passionnant épisode de La Grande Bretèche.

## Commentaire
Excellent portraitiste, Balzac donne ici un brillant exemple de son talent de fabuliste. À la manière des Caractères de Jean de La Bruyère, il décrit en trois coups de plume un personnage complexe (la marquise de Listomère). On voit apparaître pour la deuxième fois Eugène de Rastignac, qui n’en est encore qu’à ses tout débuts dans le monde, mais qui, déjà, fait preuve d’une désinvolture séduisante.